# Туоминен, Каарло
Каарло Ялмари Туоминен (фин. Kaarlo Jalmari Tuominen; 9 февраля 1908 — 20 октября 2006) — финский легкоатлет, призёр Олимпийских игр.
Каарло Туоминен родился в 1908 году в Сомерниеми (ныне — территория города Сомеро), Великое княжество Финляндское. В 1936 году на Олимпийских играх в Берлине завоевал серебряную медаль в беге на 3000 м с препятствиями.